# Cuarto del Rescate

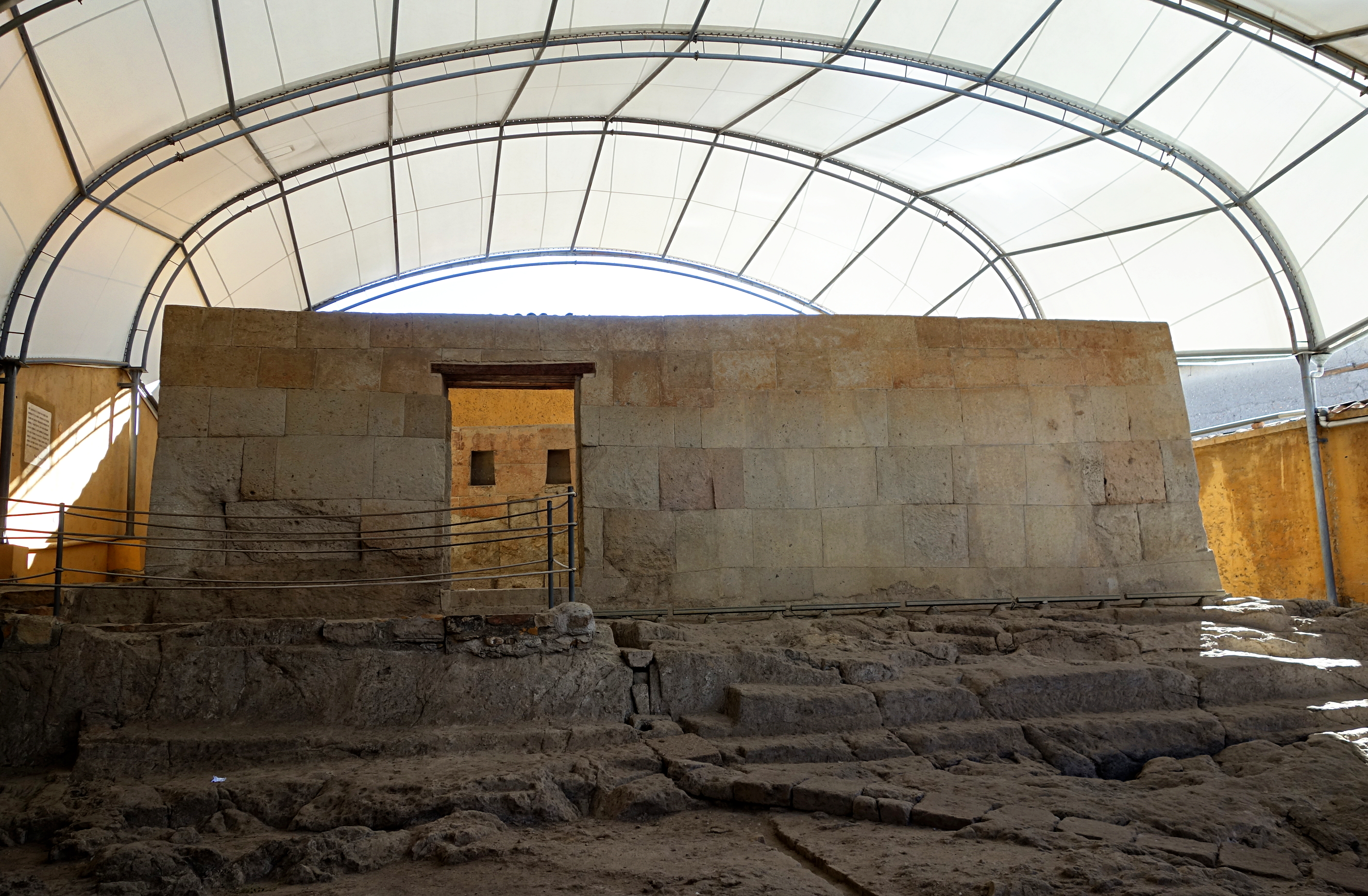
Vista exterior del edificio conocido como Cuarto del Rescate, en Cajamarca donde estuvo recluido el inca Atahualpa.

El Cuarto del Rescate es una edificación incaica ubicada en la ciudad de Cajamarca, Perú. Sus dimensiones son 11,80 m de largo, 7,30 m de ancho y 3,1 m de alto.
Este recinto es considerado por los historiadores peruanos el lugar donde se mantuvo prisionero al Inca Atahualpa, que pasó los últimos días de su vida recluido en él, concretamente entre el 16 de noviembre de 1532 y el 26 de julio de 1533, tras ser capturado por los conquistadores españoles.

## Historia

### Captura

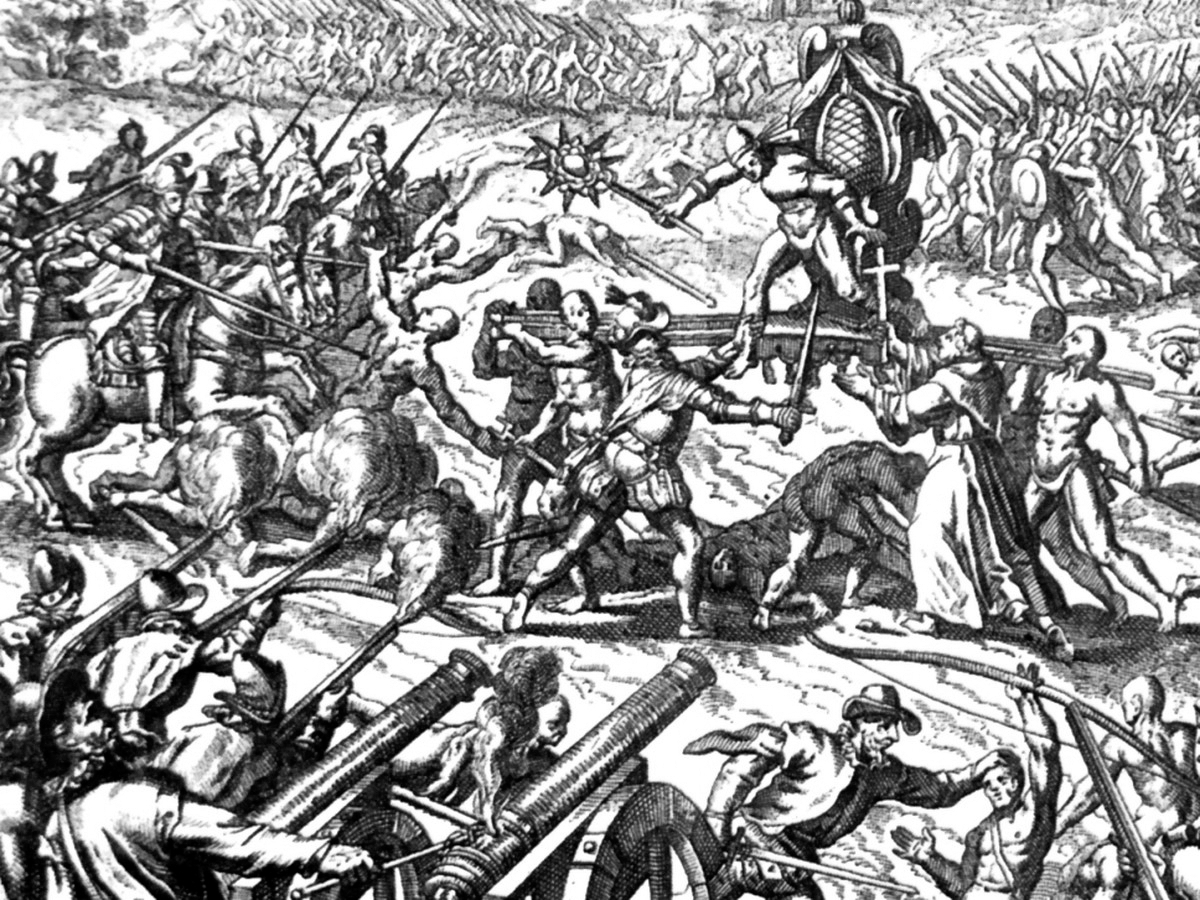
Grabado antiguo que representa la captura de Atahualpa por las tropas de Pizarro.

Los españoles comenzaron la conquista del Imperio Inca en 1532. El 15 de noviembre de ese año, Francisco Pizarro llegó a la ciudad de Cajamarca, donde se había citado con el Inca Atahualpa. 
Una vez en la ciudad, se escondieron en los principales edificios incas de la plaza y esperaron ansiosos. Horas después vieron la fenomenal entrada de Atahualpa, con un desfile de 30.000 hombres, quienes estaban tan confiados que fueron desarmados. Al entrar a la plaza el único español que le salió al encuentro fue el fraile Vicente de Valverde, quien a través del intérprete Felipillo (otras fuentes dicen que fue Maritinillo o ambos), le efectuó el Requerimiento donde se le ordenó aceptar el cristianismo como religión verdadera y someterse a la autoridad del rey Carlos I de España y al papa Clemente VII. Acto seguido le entregó un misario y un anillo como regalo. Atahualpa al ver que carecían de significado para él los tiró al suelo; esta acción causó indignación en los españoles, quienes inmediatamente rompieron el silencio al disparar su artillería y fusiles.
Los súbditos que cargaban el anda de Atahualpa fueron también matados sin piedad, cuando algunos caían eran reemplazados de inmediato.
Al ver esta situación uno de los conquistadores intentó matar al inca con un cuchillo, pero Pizarro lo impidió atajándolo (incluso se lastimó la mano al hacerlo) y ordenó que "nadie tocase al inca".
Según algunos cronistas la matanza fue completa, más de 20.000 soldados incas murieron, y también fue asesinado el señor de Chincha, amigo íntimo de Atahualpa.

### Rescate y ejecución

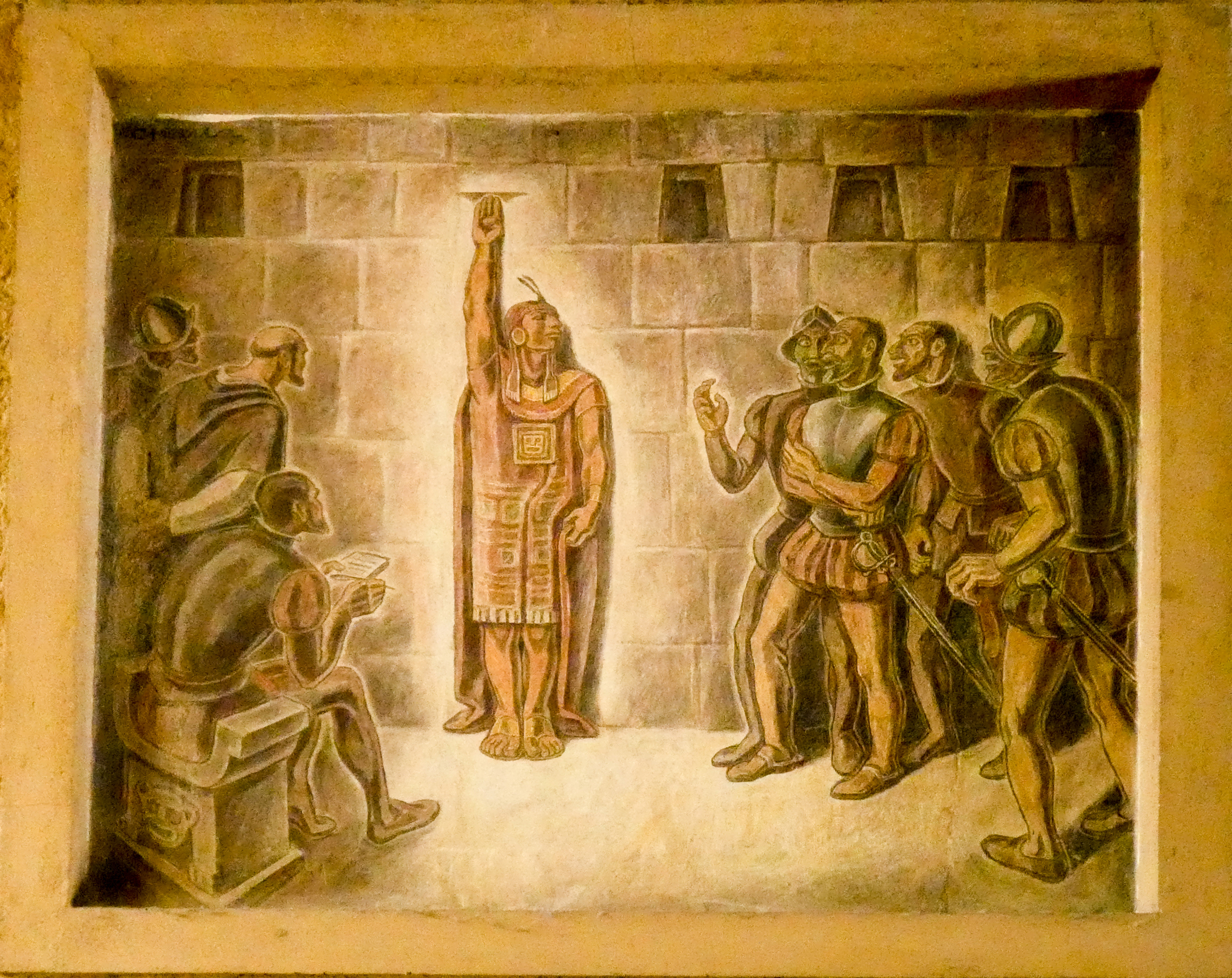
Pintura que recrea las negociaciones de Atahualpa sobre la cantidad de oro y plata que debía entregarse, «hasta donde alcanzara su mano».

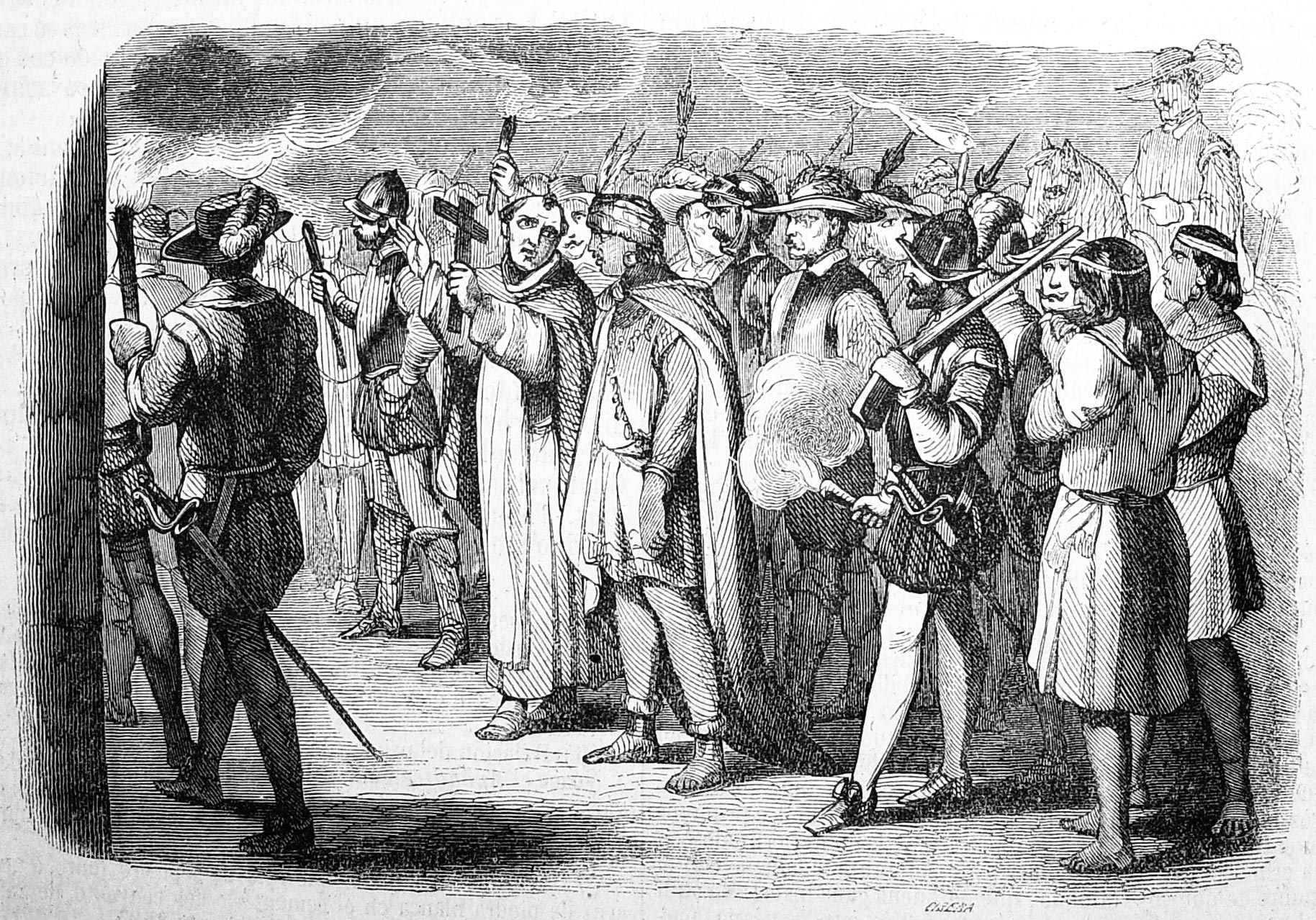
Muerte del Inca Atahualpa (en Historia de la conquista del Perú, de William H. Prescott, edición en español. 1851).

Como resultado Atahualpa fue apresado en un palacio de Cajamarca. En prisión, ofreció a cambio de su liberación llenar dos veces la habitación en la que estaba recluido, de plata y una de oro "hasta donde alcanzara su mano"; los españoles aceptaron y de inmediato se mandó la orden a todo el imperio inca de que enviasen la mayor cantidad posible de oro y plata hacia Cajamarca. Después de cumplir su parte los españoles lo sentenciaron a muerte por idolatría, fratricidio, poligamia, incesto y lo acusaron de ocultar un tesoro.
Se le concedieron las dos últimas opciones: ser bautizado como cristiano y luego ahorcado o ser quemado vivo. Al escoger la primera opción fue bautizado con el nombre cristiano de Francisco. Se cree que Francisco Pizarro lloró su muerte. (Pedro Pizarro narra en su crónica: "yo vi llorar al Marqués"). 
Fue ejecutado el 26 de julio de 1533. La noticia de su muerte originó una gran anarquía, muchas etnias incas se sublevaron e intentaron recuperar su independencia.
El 18 de junio de 1533, Pizarro había ordenado fundir lo recaudado para su reparto. Toda la fundición arrojó un valor español total de “un cuento y trescientos mil veintiséis mil quinientos treinta y nueve pesos de buen oro” (1.326.539 pesos de oro, o sea 6.102 kg -a 4,6 gr, o una centésima de libra, el peso de oro-). En el libro “El Perú en los tiempos modernos”, se dice al respecto: “Luego de pagar los derechos del fundidor, el quinto real para la Corona española fue de 262.259 pesos de oro de alta pureza; el fundidor al que se le pagó fue un orfebre español. Pero toda la fundición la hicieron metalistas indígenas, de acuerdo con su método. “Comúnmente se fundían cada día cincuenta o sesenta mil pesos. Esta fundición fue hecha por los indios, que hay entre ellos plateros y fundidores, que fundían con nuevas forjas”. El total de plata fundida se valoró en 51.010 marcos (11.732 kg -a 230 gr, o media libra, el marco de plata-). A la Corona le tocaron 10.121 marcos.
Oficiosamente, se suele considerar que el rescate pagado por Atahualpa es el mayor de la historia de la humanidad. A precios de 31 de marzo de 2015, 232 millones de dólares (216 millones de euros) el oro y 6 millones de dólares (6 millones de euros) la plata; aunque para estimar lo que podría suponer efectivamente para la economía del siglo XVI se han propuesto cálculos de actualización que suponen distintas cantidades equivalentes en unidades monetarias del siglo XXI (entre siete mil y 695 mil millones de dólares). Según Mario Vargas Llosa (en lo que califica de furor peruanista) el récord lo ha establecido el Colegio de Economistas del Perú, exigiendo a la corona española reparaciones monetarias por el rescate que Atahualpa pagó a Pizarro, y que una comisión de historiadores y economistas ha calculado exactamente en 647 mil 74 millones de dólares; esta bicoca, además, tendría que venir acompañada de excusas públicas del Rey "por las iniquidades coloniales".

## Conservación

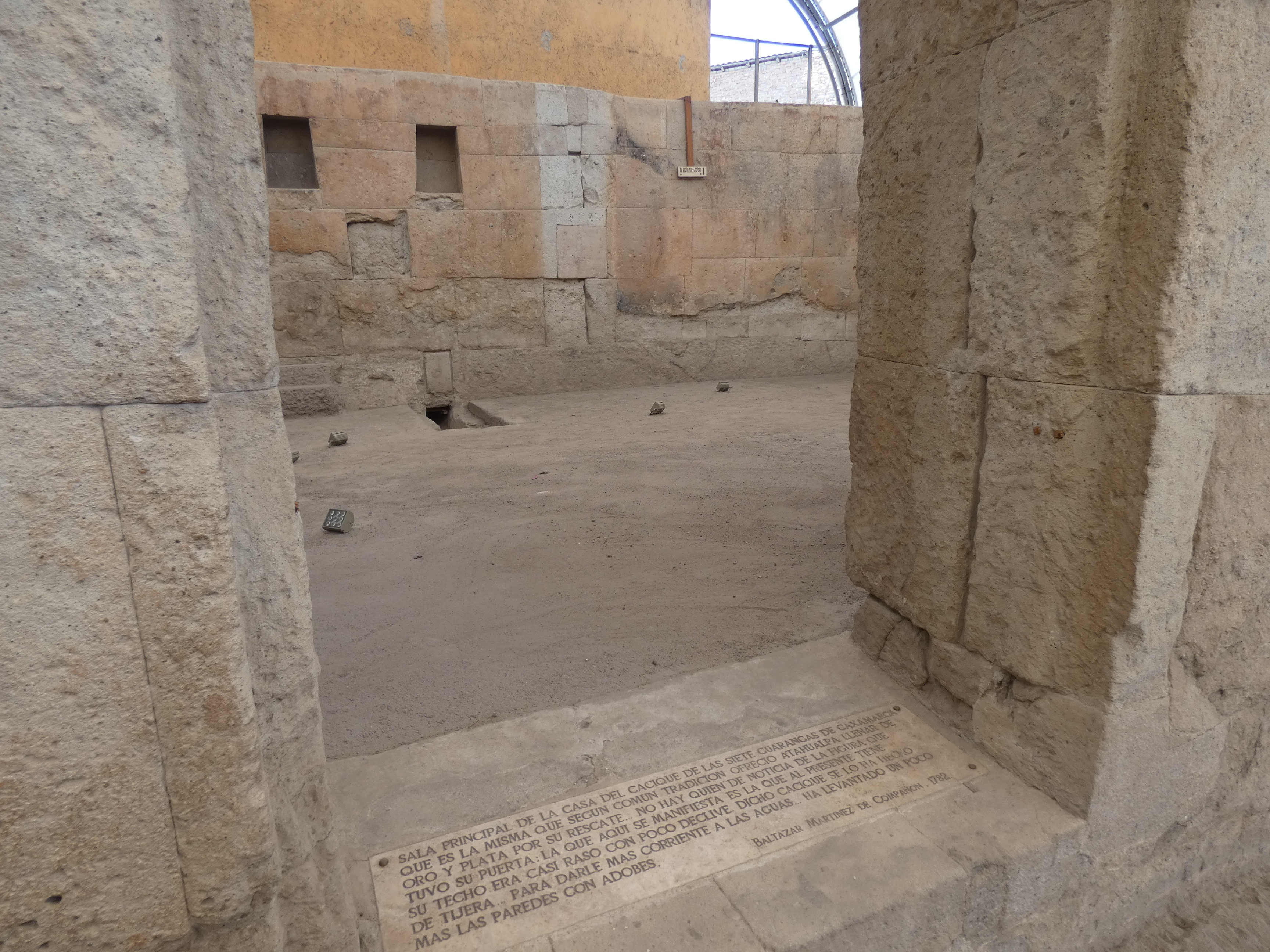
Vista del interior del Cuarto de Rescate. Al fondo, se distingue la línea marcada por Atahualpa.

El Cuarto del Rescate es una de las atracciones turísticas más importantes de Cajamarca, y el único resto del período inca que queda en la ciudad. De la construcción original quedan las cuatro paredes, pues el techo es una construcción más moderna. En 2008, estudios arqueológicos denunciaron el serio deterioro que presentaba, lo que pone en riesgo su infraestructura de piedra volcánica.
En una de sus paredes se encuentra una marca roja horizontal que indica el punto hasta el cual se supone que el Inca alzó la mano para marcar hasta dónde debía llegar el oro recaudado. En sus paredes se encuentran algunas placas con frases y escritos correspondientes a cronistas del suceso:

El Gobernador se fue a su posada con su prisionero Atabaliba despojado de sus vestiduras que los españoles se las avían rompido por quitarle de las andas. Cosa fue maravillosa ver preso en tan breve tiempo a tan gran señor que tan poderoso venía.
Francisco de Xerez, 1534

El cacique dixo que él les daría tanto oro como cabría en un apartado que allí estaba hasta una raya blanca que allí estaba. Que un hombre alto no allegava a ella con un palmo.
Cristóbal de Mena, 1534

El cuarto se encuentra a sólo 50 m de la plaza de armas de Cajamarca, lugar donde fue capturado Atahualpa. Durante 2004, se calcula que unos 60.000 turistas visitaron la sala. 
En 2023 se iniciaron nuevas excavaciones, que hallaron cerámicas del periodo inca, cajamarca, republicano y colonial, y restos de muros de piedra.